# Abbazia di Sant'Urbano
L'Abbazia di Sant'Urbano sorge nel comune di Apiro, in provincia di Macerata, sulla sponda sinistra del torrente Esinante affluente del fiume Esino.
È una delle più antiche e importanti abbazie, situata tra le dolci colline delle Marche precisamente all'interno della Valle di San Clemente.

## Storia
Dedicata a Sant'Urbano, papa dal 222 al 230 d.C e patrono di Apiro, l'Abbazia Benedettina di Sant'Urbano all'Esinante è citata per la prima volta in una pergamena del 1033, che documenta una convenzione stipulata tra il suo abate Gisberto e quello di San Vittore alle Chiuse, Attone.
La fondazione del complesso monastico è precedente a questa data e si può collocare tra il X e l'XI Secolo. Un'iscrizione incisa nell'antico altare maggiore recava la data del 1086, anno della sua consacrazione, mentre un'altra con data 1140, poco leggibile in quanto consunta dal tempo, è incisa nella pietra dell'altare della cripta.
L'abbazia ebbe rapido e notevole sviluppo sul piano religioso e civile e alle sue dipendenze si contano circa una quindicina di chiese, oltre al castello di Sant'Urbano:
- Nel 1219 l'abate sottopose alla giurisdizione del comune di Jesi, allora in fase di rapida espansione, l'Abbazia con tutti i suoi beni e possedimenti;
- Nel 1227 la stessa Apiro si sottopose alla giurisdizione del comune di Jesi, evento alquanto anomalo appartenendo alla diocesi e al distretto di Osimo: il motivo si può ricavare dagli eventi dell’anno precedente, quando i contrasti tra l'Abbazia e il comune sfociarono nella distruzione e nell'incendio di una parte della Chiesa;
- Nella seconda metà del XIII Secolo, la chiesa venne rinnovata per porre rimedio agli incendi degli anni precedenti: la struttura divenne centro di riposo per i giovani pellegrini diretti a Roma;
- Nel 1441, un decreto papale unì l'Abbazia di Sant'Urbano a quella di Valdicastro, entrando così a far parte della congregazione camaldolese che la gestì fino al 1665, quando entrambe le Abbazie furono assimilate ai monaci di San Biagio in Caprile a Fabriano;
- Nel 1810 i principi Doria Pamphili di Roma acquisirono l'Abbazia e tutti i suoi possedimenti con un atto notarile;
- Nel 1868 i principi misero in vendita il complesso abbaziale; nella proprietà si susseguirono successivamente tre famiglie locali: l'ultima di queste, la famiglia Rossi, ai quali sono legate circa una decina di famiglie da rapporti di mezzadria;
- Nel periodo in cui la famiglia Rossi controllava il complesso, l'Abbazia diventò azienda agricola sotto la guida dei Chiodi, famiglia materna di Enrico Loccioni, che nel 1954, si trasferisce ad Aprilia;
- Nel 1966 per volontà testamentaria dell'ultimo dei Rossi, l'Abbazia e i suoi possedimenti passarono in eredità al Comune di Apiro e diventò un magazzino per l'azienda agricola;
- Nel 1992, grazie a fondi europei il complesso venne restaurato completamente dal Comune, iniziando così l'attività ristorativa e ricettiva;
- Nel 2017 il Comune di Apiro venne affiancato dall'impresa privata Loccioni per valorizzare l'intero complesso abbaziale, includendo nel bando anche la vecchia scuola situata dall'altra parte della strada.

## Architettura

### Struttura e stile

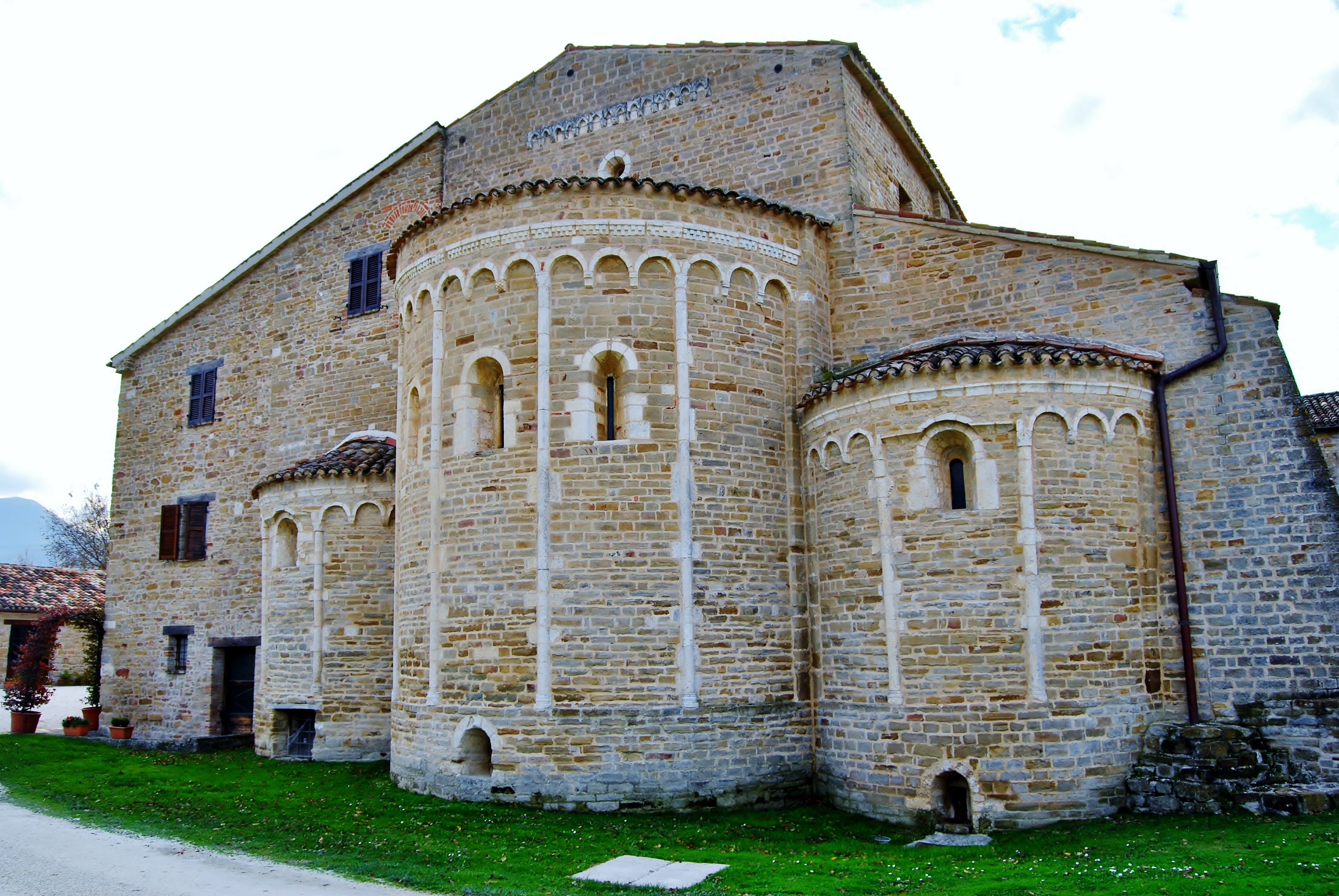
Abbazia di Sant'Urbano - abside

Sotto il profilo architettonico, l'Abbazia di Sant'Urbano all'Esinante presenta non poche peculiarità, tra le quali l'esistenza di due stili architettonici: il romanico e il gotico. All'esterno, colpisce il corpo absidale composto da una grande abside centrale e da due laterali più piccoli. L'elevazione dei corpi semicilindrici delle absidi è scandita dalla presenza di semi-colonnine che inquadrano uno spazio parietale interrotto da monofore e coronato dai soliti archetti pensili e, nella sola abside centrale, da cornice a dentelli. Inoltre, il fianco settentrionale è scandito da quattro contrafforti di consolidamento quali conseguenza dell'intervento di restauro del 1923 e sono a tutti gli effetti estranei alla costruzione originaria. La facciata è a semplice forma di capanna ed è stretta ai due lati da costruzioni attualmente di tipo colonico. Il portale appartiene però, alla costruzione originaria, è costruito in pietra bianca e si compone di un sistema di pilastrino e semicolonne strombate sul cui capitello, con motivi di foglie e conchiglie, si innesta un semplice archivolto liscio.

### Elementi caratteristici

#### Interno

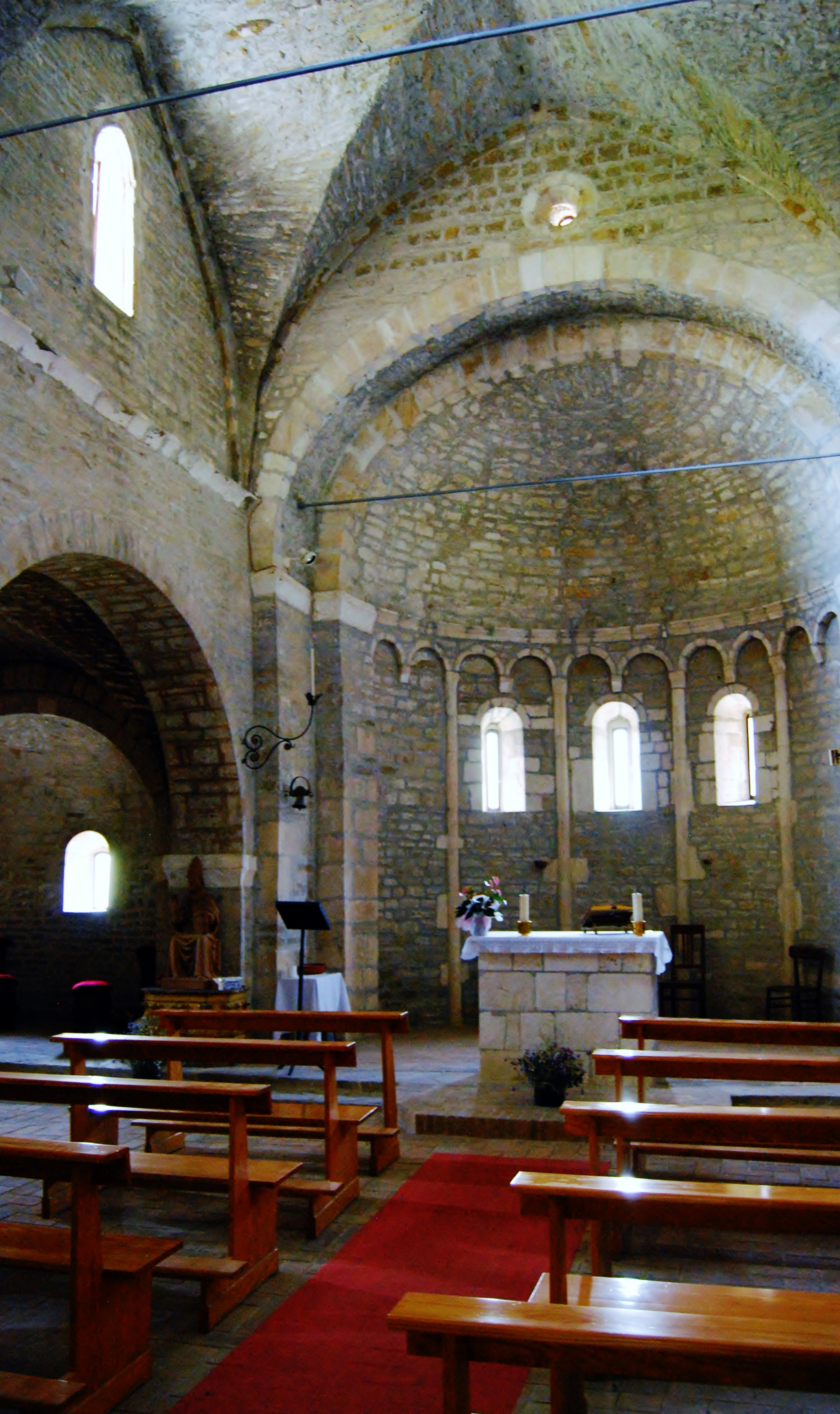
Abbazia di Sant'Urbano

Lo sviluppo della volumetria interna è fortemente caratterizzato dall'accentuazione dei tre diversi livelli corrispondenti alla navata, al presbiterio ed alla cripta, tipico delle costruzioni delle chiese medievali. L'elemento originale della chiesa è lo sviluppo della barriera architettonica tra la navata e il presbiterio. L'iconostasi permette di intravedere lo spazio sacro della tribuna, e per questo è l'unico elemento di comunicazione tra le due zone della chiesa, quella destinata al pubblico e quella per i sacerdoti. L'aula che costituisce il corpo anteriore della chiesa è distinta in tre navate separate da pilastri a sezione cruciforme, sui quali poggiano gli archi di valico a tutto sesto e le semicolonne su cui impostano gli archi acuti della volta centrale. Il sistema di copertura manifesta pienamente il diverso riferimento cronologico della costruzione, mentre le navatelle laterali sono distinte in due campate a crociera di tipo romanico, inoltre la navata centrale presenta una volta a sezione acuta rafforzata da costoloni in corrispondenza dei pilastri.

#### Capitelli e apparato decorativo
L'Abbazia presenta alcuni capitelli addossati alla facciata interna con la rappresentazione di un combattimento tra cavalieri e due animali con al centro un fiore a cinque petali, sopra invece vi sono rombi e cerchi intrecciati. Per quanto riguarda il presbiterio, questo presenta un apparato decorativo accurato con capitelli scolpiti da motivi ornamentali, vegetali e animali appartenenti al simbolismo cristiano medievale: il gallo, la balena, i leoni, i vangeli, la vite ne sono alcuni esempi.

#### Affreschi
L'Abbazia di Sant'Urbano presenta alcuni affreschi non molto ben conservati presentando alterazioni causate soprattutto dall’umidità. Gli unici residui di una decorazione pittorica che doveva essere estesa a buona parte dell'aula dei fedeli. Sicuramente non c'è contemporaneità tra la costruzione della chiesa e la realizzazione degli affreschi, i cui caratteri pittorici predominanti appaiono fortemente compromessi dallo stato di conservazione, in alcuni casi del tutto frammentari. Nella parete destra del tramezzo murario, si intravede una Crocefissione. Occupa il centro della raffigurazione un grande Cristo sulla croce che spicca per il candore delle sue carni, mentre quattro angeli lo circondano portando in mano dei calici che riempiono con il sangue di Cristo che gli fuoriesce dal costato. 
Sulla sinistra si nota un gruppo di tre figure femminili delle quali quella al centro sembra svenire, forse Maria, di fronte a tanto dolore, mentre sul viso delle due persone soccorritrici c'è una certa espressione di affetto e di apprensione. In basso si intravede un'altra figura ai piedi della croce, vestita di rosso con dei capelli dorati che le percorrono la schiena, forse la Maddalena. A destra una figura pensosa osserva la croce coprendo in parte il viso con una mano. La policromia, l'espressività nei visi, l'uso dello spazio, il disegno degli occhi e il panneggio contenuto ricordano alquanto la scuola giottesca. Nel complesso però, i caratteri stilistici rimandano all'ambito di influenza riminese del XIV° Secolo, filtrata attraverso esperienze pittoriche locali ancora fortemente collegate a stilemi formali arcaici. 
Procedendo verso sinistra colpisce per la sua solennità la figura di un papa in cattedra. Probabilmente la rappresentazione di Sant'Urbano IV in trono. La datazione qui scivola tra il XIV e XV secolo, dimostrata da un discreto utilizzo della tecnica prospettica. La raffigurazione però rimane legata a schemi di rappresentazione frontale fortemente idealizzata, di puro richiamo devozionale. Il fondo del dipinto è costituito da un drappo nero bordato d'oro, retto da angeli bianchi e con l'incarnato di un rosso delicato, Sant'Urbano vestito di sacri paramenti bianchi e rossi, tiene nella mano sinistra il pastorale, con la destra, e alzando tre dita benedice, il volto del santo è severo e ieratico, mentre tutta la composizione non manca di una certa magnificenza e solennità. La parte in basso dell'affresco è molto rovinata, pertanto è impossibile definire con precisione la grandezza e i particolari della composizione. 
La chiave di volta dell'accesso alla cripta è occupato da un altro affresco però molto rovinato. Una Madonna seduta su un trono con il bambino, del quale si distinguono solamente i piedi e gambe piuttosto sproporzionate e tozze. Della Madonna è appena accennato il viso e appaiono evidenti i contorni di una mano che sembra stringere una gamba del bambino. Sono ancora abbastanza chiari il trono e il panneggio delle vesti, caratterizzate da un certo gusto cromatico, dove prevalgono i colori chiari ma luminosi del giallo e del rosso.

#### Cripta
In origine la cripta, situata sotto il piano del presbiterio, era costituita da cinque navate, ridotte attualmente a tre per l'erezione di due muri che tamponano le navatelle laterali, costruiti con il probabile intento di rafforzare la struttura. Attualmente gli spazi delle due navate laterali sono praticabili mediante alcune aperture nelle pareti che consentono di riscoprire l'originaria articolazione. I due corpi laterali, conclusi da un'absidiola, sono coperti da crociere sostenute da semicolonnine addossate alle pareti: il corpo centrale, ben più ampio, è tripartito a sua volta, da due file di colonne, sia cilindriche che poligonali, con base di varia forma, coronate da capitelli con smussi e decorazioni geometriche. Nello specifico i capitelli che sormontano le colonne del primo, secondo e quarto ordine hanno un collarino a tortiglione, mentre quelli del terzo ordine hanno listelli uguali alle basi. Davanti all'abside della navata centrale si eleva un altare del 1140 di forma quadrata nella cui pietra è incisa l'epigrafe che probabilmente si riferisce a un'indulgenza plenaria indetta in quel periodo.

#### Fonte battesimale
Con il passaggio dell'Abbazia al comune di Apiro, da parte degli ultimi proprietari dell'azienda agricola, e grazie alla ristrutturazione e ad alcuni scavi archeologici, all'interno di una stanza dell'annesso, nella parte nord, una superficie in vetro protegge l'antico pavimento della Chiesa, nel quale vi è una struttura circolare associata ad una probabile fonte battesimale. In teoria, questa area fu costruita successivamente rispetto al complesso originale, in quanto i monasteri benedettini non prevedevano la presenza di fonti nel complesso abbaziale. L'aula era presumibilmente separata dal resto dell'edificio anche nei secoli precedenti, secondo la regola che i non battezzati non potevano entrare in chiesa.

## Curiosità

### Occhio luminoso di Sant'Urbano
L'Abbazia di Sant'Urbano è orientata ad Oriente, verso Gerusalemme, simbolo di luce e perciò di Dio. Oltre all'attenzione all'orientamento, era consuetudine, nell'antichità, inserire nelle costruzioni a carattere religioso, elementi architettonici ispirati da modelli astronomici e matematici per arricchirle di elementi simbolici. Ciò accadde anche nell'Abbazia di Sant'Urbano dove si realizzò un occhio circolare sopra l'abside, dal quale solamente in due date dell'anno, alle prime ore del mattino, entra un fascio luminoso che attraversa il buio dell'aula e colpisce un cerchio scolpito nel pilastro della navata laterale sinistra. Sono molte le teorie legate al cerchio inciso sulla pietra: secondo quella taumaturgica sarebbe bastato appoggiare la nuca o la fronte su quel segno per proteggersi o guarire dal mal di testa mentre secondo altri studiosi il disco luminoso, nell'oscurità della chiesa, potrebbe rappresentare il Santissimo Sacramento. L'evento si manifesta il 25 maggio, giorno del patrono di Sant'Urbano e, per simmetria rispetto al solstizio d'estate, il 19 luglio sempre alla stessa ora. L'occhio luminoso spara un fascio di luce che attraversa il presbiterio e alle 7.41 circa va a sovrapporsi perfettamente sul cerchio inciso. Contemporaneamente, il fenomeno avviene anche all'interno della cripta, dove un raggio di luce entrante dalla finestra, presente nella navata centrale, colpisce esattamente l'unica colonna con la base circolare, anche in questo caso quindi viene ripreso il simbolo del cerchio.